# Saligny
Saligny é uma comuna francesa na região administrativa de Borgonha-Franco-Condado, no departamento de Yonne. Estende-se por uma área de 10,07 km². Em 2010 a comuna tinha 676 habitantes (densidade: 67,1 hab./km²).